# Marko Mamić
Marko Mamić (født 6. marts 1994 i Zagreb, Kroatien) er en kroatisk håndboldspiller som spiller for SC DHfK Leipzig og Kroatiens herrehåndboldlandshold.
Han deltog under EM i håndbold 2020 i Sverige/Østrig/Norge, hvor Kroatien vandt sølv.